# Nicole Boumaaza
Nicole Boumaâza (Antwerpen, 29 april 1949) geboren als Nicole Ceulemans) is een Belgisch schrijfster. Ze is vooral bekend als schrijfster van jeugdboeken. 

## Biografie
Nicole Boumaâza werd geboren als Nicole Ceulemans. Al op school schreef ze verschillende korte verhaaltjes voor kleuters en begon ze aan jeugdboeken en romans. Haar eerste boek, 'Het Marokkaanse jongetje', werd uitgegeven in 1978. Boumaâza heeft een diploma kleuteronderwijs en werkte onder andere als kinderverzorgster en hostess.
Ceulemans huwde in 1979 de Marokkaanse Mohamed Boumaâza en nam zijn familienaam over. Ze heeft vier kinderen, twee meisjes en twee jongens, waaronder voormalig Big Brother-deelnemer en bekend gamer en Youtuber Bachir Boumaâza (bekend onder het pseudoniem Athene). Twee van haar kinderen publiceerden zelf ook al een boek: Bachir (Mijn Egotrip, Manteau, 2002) en Lómë (Spiegels, Clavis, 1998). 
In 1999 gingen Nicole Boumaâza en haar echtgenoot uit elkaar.
Nicole Boumaâza woont in Merksem, Antwerpen.
Nicole Boumaaza streamt op twitch elke dag van 23 uur tot middernacht Belgische tijd.
https://www.twitch.tv/themommy15

## Werk
Nicole Boumaâza schreef intussen meer dan twintig jeugdboeken. Ze schreef zeven Vlaamse Filmpjes en werkte ook als beëdigd vertaler voor de rechtbank. 

### Jeugdboeken
- 1978: Het Marokkaanse jongetje (Standaard Uitgeverij)
- 1979: Manuel de circusjongen (Standaard Uitgeverij)
- 1981: De tent van Bachir (Standaard Uitgeverij)
- 1982: De ster van Napels (Standaard Uitgeverij)
- 1983: Krimo de schoenpoetser (Standaard Uitgeverij)
- 1984: De stille wereld van Yamina ((Standaard Uitgeverij)
- 1985: Een hond in de sneeuw (Standaard Uitgeverij)
- 1986: Het tweede gezicht van Hellas (Standaard Uitgeverij)
- 1986: Japanner over de vloer (Standaard Uitgeverij)
- 1989: Aan de andere kant van het water (Davidsfonds)
- 1989: Kooi zonder tralies (Standaard Uitgeverij)
- 1989: Berlijn (Davidsfonds – Infodok)
- 1990: De zweep (Standaard Uitgeverij)
- 1992: Het huis van Baloe (Standaard Uitgeverij)
- 1994: De schaduw van een droom (Standaard Uitgeverij)
- 1995: Mijn naam is truffel (Standaard Uitgeverij)
- 1996: De dove van Bouassam (Standaard Uitgeverij)
- 1997: Ren of ik schiet (Standaard Uitgeverij)
- 1999: Blinde woede (Standaard Uitgeverij)
- 2001: Cyberlief (Standaard Uitgeverij)
- 2002: In de ban van de onbekende (Uitgeverij Averbode)
- 2006: Een leven voor een leven (Uitgeverij Maretak)
- 2004: Voor de lieve vrede (Davidsfonds)
- 2014: Duivelsspel
- 2014: Yamina's doorbraak

### Vlaamse filmpjes
- 1979: Tommy en de Otter
- 1981: De geitenhoeder
- 1981: De aardbeving
- 1985: Honger
- 1985: Een verdraaide vakantie
- 1987: Pan is anders
- 1987: Waarom Jeanne d’Arc ten strijde trok